# Aarzemnieki
Aarzemnieki er en lettisk popgruppe, som den 22. februar 2014 vandt Dziesma 2014, den lettiske forhåndsudvælgelse til Eurovision Song Contest 2014 i København, med sangen "Cake to Bake" (en kage skal bages). Sangen opnåede en 13. plads ved den første semifinale den 6. maj og kom derfor ikke videre til finalen.
Aarzemnieki, som rigtigt staves ārzemnieki på lettisk, betyder udlændinge, da forsangeren kommer fra Tyskland. Han har dog lært flydende lettisk og har gjort sig kendt i Letland ved at udgive komiske sange på youtube.com.
Sangen "Cake to Bake" synges primært på engelsk, men der bliver også sunget lidt lettisk i sangen. Det der synges på lettisk er cep kuku (bag kage), ej tu nost (skrup af) og sidste ord i sangen er garšīgi (lækkert) 
Forsangeren Jöran Steinhauer har boet i Danmark, hvor han i en sæson arbejdede i Fårup Sommerland.